# Cristòfol Monserrat Jorba
Cristòfol Monserrat Jorba (Villanueva y Geltrú, 1869-Barcelona, 1935) fue un pintor español, que cultivó el retrato en Barcelona. 

## Biografía

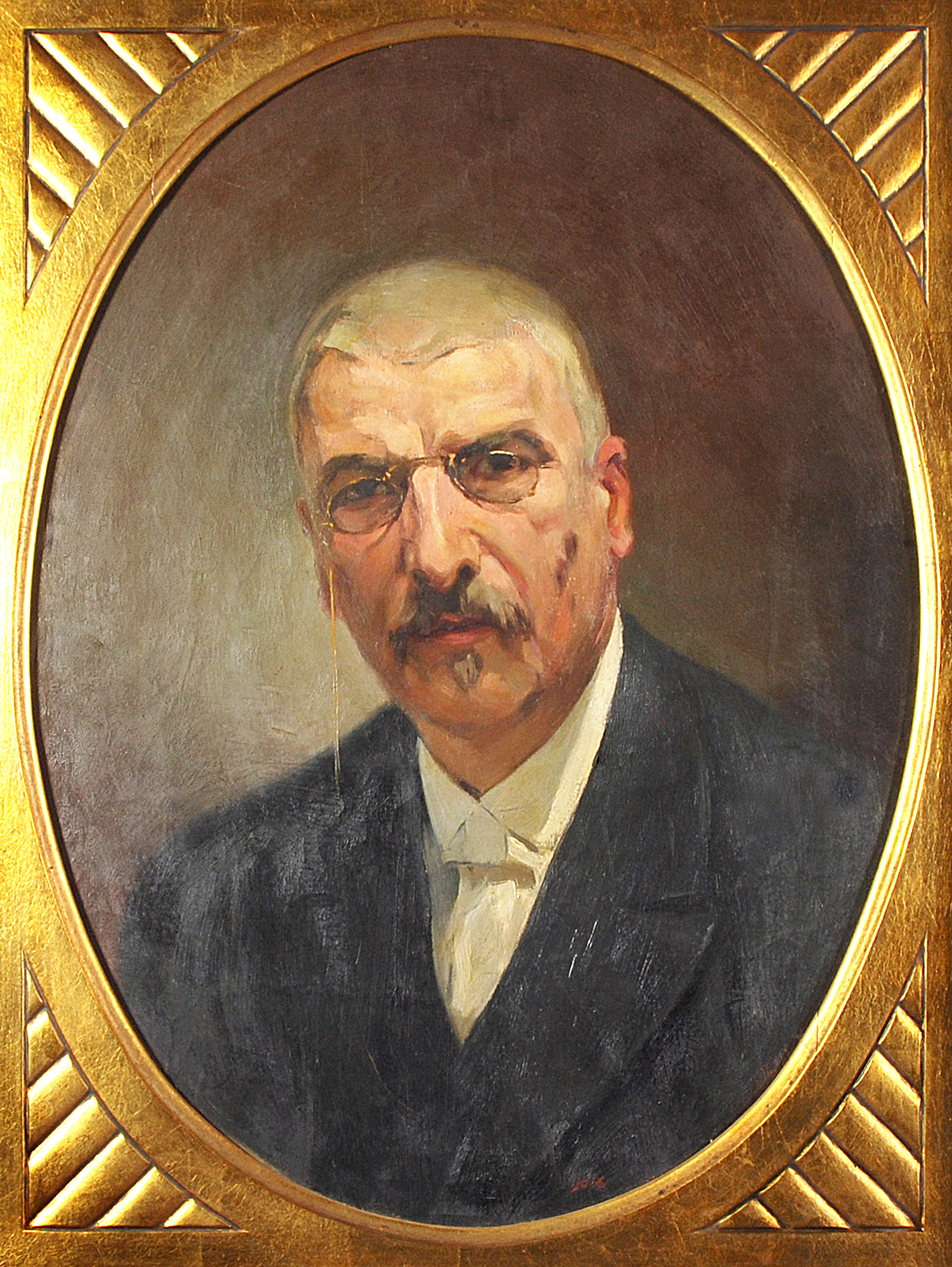
Retrato de Josep Pollés Oliver

Nació en Villanueva y Geltrú, localidad de la provincia de Barcelona, en 1869 . 
Cursó estudios de pintura en la Escuela de Bellas Artes, donde fue discípulo de Luis Rigalt. Estudió también algún tiempo en Madrid y París.
Su nombre, como pintor de retratos, fue conocidísimo y prestigioso. Su estilo, sin pertenecer a una tendencia determinada, era de un discreto naturalismo, de ajustadas entonaciones y fiel observador de los detalles. Su obra es numerosísima y aparece en todas las antiguas instituciones de Barcelona. Firmaba sus obras como «C. Monserrat»,
Pintó varios retratos del rey Alfonso XIII. Pintó a la mayor parte de los personajes de la alta sociedad barcelonesa, junto a personas de renombre como: obispos, generales, gobernadores, magistrados, rectores de la universidad, etc.
Falleció en Barcelona en 1935.